# Didymochora
Didymochora är ett släkte av svampar. Didymochora ingår i familjen Dothideaceae, ordningen Dothideales, klassen Dothideomycetes, divisionen sporsäcksvampar och riket svampar.
|             | Endoconidioma                          |
|             |                                        |
|             | Vestergrenia                           |
|             |                                        |
|             | Asteromellopsis                        |
|             |                                        |
|             | Pachysacca                             |
|             |                                        |
|             | Euryachora                             |
|             |                                        |
| Didymochora | \| \| Didymochora betulina \| \| \| \| |
|             | \| \| Didymochora betulina \| \| \| \| |
|             | Dictyodothis                           |
|             |                                        |
|             | Systremma                              |
|             |                                        |
|             | Omphalospora                           |
|             |                                        |
|             | Dothidea                               |
|             |                                        |
|             | Auerswaldia                            |
|             |                                        |
|             | Stylodothis                            |
|             |                                        |
|             | Lucidascocarpa                         |
|             |                                        |
|             | Didymochora betulina                   |
|             |                                        |

|  | Didymochora betulina |
|  |                      |